# Сундур
Сунду́р — деревня в Игринском районе Удмуртской Республики. Центр Сундурского сельского поселения.

## География
Деревня расположена на 96-м километре трассы Р321 «Ижевск—Игра—Глазов», в 3 км к югу от районного центра — посёлка Игра.
Недалеко от деревни протекает река Лоза.

## Улицы
По территории деревни проложены улицы Володарского, Ленина, Тимирязева, Октябрьская, Производственная, Промышленная, Молодёжная, Сельская, Колхозная, Полевая, Родниковая, Трактовая (является частью дороги Р321), а также Кузнечный переулок.

## Население
| 2010 | 2012 |
| ---- | ---- |
| 537  | ↘530 |

## Культура
В целях сохранения, возрождения, развития и пропаганды удмуртской национальной культуры, народного творчества удмуртов, проживающих на территории Игринского района 1 ноября 1996 года на базе краеведческой комнаты Сундурского Дома культуры был создан Центр удмуртской культуры, который является своеобразным архитектурно-этнографическим музеем под открытым небом.